# Речник (растение)
Речник, или Штукения (лат. Stuckenia), — род водных травянистых растений семейства Рдестовые (Potamogetonaceae).
Род назван в честь немецкого учителя из Бремена, увлекающегося ботаникой, Вильгельма Адольфа Штукена (нем. Wilhelm Adolf Stucken, 1860—1901).

## Описание
Многолетние травянистые растения, полностью погружённые в воду. Стебель удлинённый. Листья очередные, сидячие, узколинейные, влагалищные.
Соцветия на длинных цветоножках, цветки расставленные. Плод округлый.

## Виды
Род включает 15 ископаемых и 10 современных видов:
- Stuckenia amblyophylla (C.A.Mey.) Holub (1997) — Речник туполистный
- Stuckenia ×bottnica (Hagstr.) Holub (1997) — Речник ботнический [S. pectinata × S. vaginata]
- Stuckenia ×fennica (Hagstr.) Holub (1997) — Речник финский [S. filiformis × S. vaginata]
- Stuckenia filiformis (Pers.) Börner (1912) — Речник нитевидный
- Stuckenia macrocarpa (Dobrocz.) Tzvelev (1999) — Речник крупноплодный
- Stuckenia pamirica (Baagøe) Z.Kaplan (2008) — Речник памирский
- Stuckenia pectinata (L.) Börner (1912) typus — Речник гребенчатый
- Stuckenia striata (Ruiz & Pav.) Holub (1997)
- Stuckenia ×suecica (K.Richt.) Holub (1997) — Речник шведский [S. filiformis × S. pectinata]
- Stuckenia vaginata (Turcz.) Holub (1984) — Речник влагалищный